# 易碎
《易碎》（英語："Delicate"）是美國創作歌手泰勒絲的一首歌曲，收錄於其第6張錄音室專輯《舉世盛名》中，在2018年3月12日作為專輯的第6支正式單曲發行。

## 词曲
《易碎》由泰勒絲、马克斯·马丁與歇爾貝克共同創作，其製作則由後2者完成。歌曲拍速為95拍每分鐘，并以C大調創作，泰勒絲在歌曲中音域介於G3和A4之間。《易碎》被称为是一首“電子流行情歌”。在歌曲中，泰勒絲使用声码器创造了一把“富有情感”和“容易受伤害”的歌声。此外，泰勒絲解释《易碎》是关于“当你遇见你生命真正需要的人时所会发生的事，之后你开始担心他们在遇见你之前听说了什么。” 这首歌也关于“她担心她喜欢的人会如何去喜欢她，但她不需要去担心媒体们对她的看法。”

## 音乐录像带
歌曲的音樂錄影帶於2018年3月11日在2018年iHeartRadio音樂獎泰勒絲領取“年度女藝人獎”後首播。錄影帶由喬瑟夫·坎恩執導，在洛杉矶的位元摩爾千禧酒店、洛杉磯劇場和7街/大都会中心站等地標取景拍攝。在錄影帶中，泰勒絲在一名神秘男性交給她一張便條之後發現自己變得隱形起來，這也讓斯威夫特第一次能不顧他人眼光，成為真正的自我。錄影帶發行後24小時之內達到了將近1300萬觀看人次。在影片出炉的两个礼拜后，泰勒絲特也在Spotify上传了垂直的音乐录影带。在2021年9月，录影带也达到了4.5亿人观赏。成为《舉世盛名》中點閱率第二高的录影带，僅次於《看是你逼我的》。

### 概要
看到泰勒絲在红地毯上看空置，随着大批记者向她推着麦克风，一声紧盯。一个神秘的身影将一张纸塞进她的手中。在酒店大堂，人们在四个保镖周围走动时转身盯着。当她试图与粉丝合影时，一个打扮成侍者的男人试图抓住她，安全人员将他拖走。泰勒絲翻白眼，继续和她的安全团队一起走路，测试他们如何模仿她的一举一动。
在一间更衣室里，她在镜子前做出傻脸，然后被一群女人打断：转回镜子，柜台上的纸张发光，她再也看不到她的反射了，她意识到她是看不见的。很高兴有自由，她在整个酒店爆发欢快的舞蹈，虽然当她意识到她不能与陌生人进行密切交谈时她感到难过。泰勒絲从酒店搬到洛杉矶地铁站，穿过雨淋淋的街道。浸透但快乐，她到达她在歌曲中引用的潜水吧，打开发光的音符，似乎在她选择向某些人展示自己时隐瞒了她的隐形。当她进来的时候，人们转过身去看，她意识到自己已经不再隐形了 - 但她微笑着，因为她似乎认出了那里的某个人。

### 垂直视频
在2018年3月30日，泰勒絲专门向Spotify上传了一个直式音樂錄影帶，该视频面向美国，英国，瑞典和拉丁美洲的用户，该视频以垂直格式连续拍摄。 它的特色是泰勒絲在树林里散步，一边唱歌，还通过“用吊坠上的J扣紧她的项链”来引用她与她的男友喬·歐文的关系。该视频后来于5月16日在YouTube上发布。迄今为止，正式的音樂錄影帶在YouTube上的观看次数已超过3億次。

## 商業表現
在美國，《易碎》成為了一首停留在榜單接近一年的慢熱歌曲。作為單曲發行後，在告示牌百強單曲榜空降第84位，並在次周升上第66位。歌曲於最熱門期間曾登上第12位，成為泰勒絲三年來，同一專輯內有五首主打單曲登上頭20名（《易碎》為《舉世盛名》的第五首主打單曲）而對上一張獲此成就的專輯為2014年發佈的專輯《1989》。此外，在8月11日發佈的一週榜單中，歌曲已於告示牌百強單曲榜上停留了21週，成為《舉世盛名》內，在榜單上停留最久的單曲。最後，《易碎》在榜單上達成了累計停留達35週的優秀成績。 告示牌指出，與《舉世盛名》中的其他最初達到高峰然後下降的單曲相比，《易碎》是一個增長緩慢、隨著較長時間的觀眾關注而受大眾青睞的熱門電台點播歌曲。
歌曲亦於當代成人單曲榜空降第24位，為該週成績最亮眼的單曲，後來更爬升至榜上冠軍，為《舉世盛名》內首支於該榜單內爬升至首位的單曲，及後並在榜單上停留了十週之久。
歌曲也在主流四十強單曲榜及成人四十強單曲榜中分別地空降在第32位和第37位，後來亦爬升至兩個榜單上的冠軍，亦為《舉世盛名》內首支在兩個榜單上的冠軍單曲。歌曲亦也成為同專輯中最受歡迎的電台點播，超越了首支主打單曲《看是你逼我的》的點播次數。
《舉世盛名》發佈後，《易碎》就已經在加拿大百強單曲榜中空降第98位，並在次周出榜。在作為單曲發行之後，它重新進入了榜單並取得了第44名的成績，成為同一專輯中第五首連續進入五十強的單曲，後來更爬升至第20位。
歌曲也在英國和澳洲分別地空降排名第87位和第56位，在英國最高時曾位於第45位，在澳洲則曾經爬升至第28位。

## 其他版本
泰勒絲在田纳西州納許維爾的錄音室录制這首歌的清唱版本，收錄在泰勒絲的《Spotify特別单曲》。清唱版本于4月13日在Spotify上独家发布，还有泰勒絲翻唱的的「Earth，Wind＆Fire」的“九月”也收錄在《Spotify特別單曲》中。
这首歌有兩個混音版：第一個版本由共和世代主唱瑞恩·泰德和Sawyr混音，2018年5月25日发行。第二個版本由音樂團體Seeb混音，2018年6月8日发行。

## 奖项
| 年份 | 举办单位          | 奖项           | 成绩 | 备注   |
| ---- | ----------------- | -------------- | ---- | ------ |
| 2018 | 青少年選擇獎      | 最佳流行歌曲   | 提名 | [ 11 ] |
| 2018 | BreakTudo Awards  | 年度最佳录影带 | 提名 | [ 12 ] |
| 2018 | TMU Awards        | 年度最佳录影带 | 獲獎 | [ 13 ] |
| 2019 | iHeartRadio音樂獎 | 最佳音樂录影带 | 獲獎 | [ 14 ] |

## 現場表演

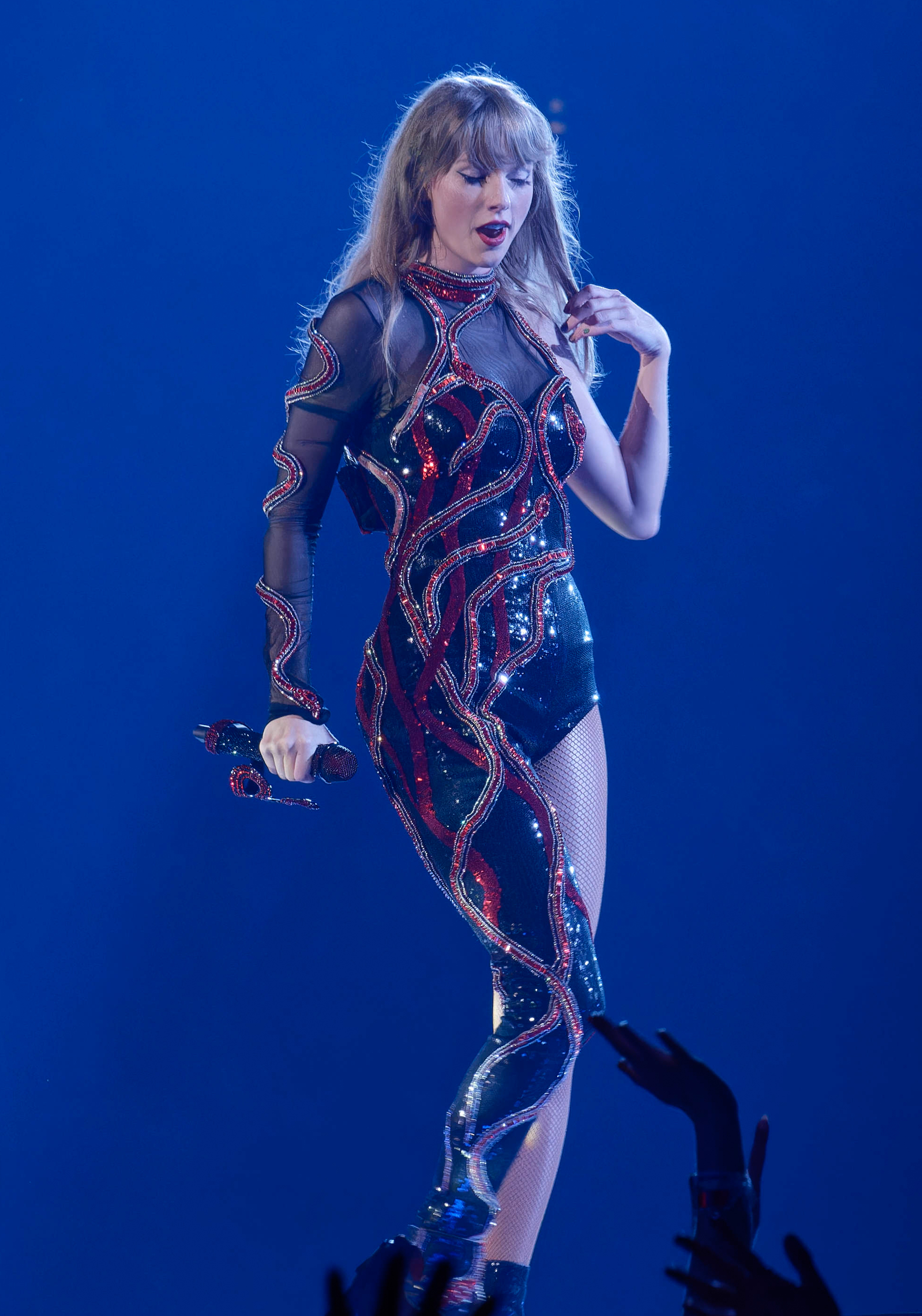
泰勒丝在2023年的時代巡迴演唱會上表演这首歌

《易碎》為泰勒絲的「舉世盛名體育場巡迴演唱會」的演出曲目，於2018年5月18日，於美國亞利桑那州的鳯凰城大學體育場首次演出。在同月的27日，泰勒絲亦在英國廣播公司的BBC Radio 1's Big Weekend中首次以吉他清唱了這首歌，也在其他地方演唱這首歌。
在舉世盛名體育場巡迴演唱會后，斯威夫特亦在2019年4月于林肯表演藝術中心举办的时代百大人物晚会，同年6月举办的Wango Tango音乐节、7月举办的亚马逊Prime会员日音乐节和恋人之城演唱会上演唱了这首歌。此外，泰勒絲亦在2023年3月17日至2024年12月8日期间举办的「時代巡迴演唱會」期间演唱了这首歌。

## 榜单成绩

### 周期榜单
| 榜单（2017年-2018年）                    | 最高 排位 |
| ---------------------------------------- | --------- |
| 澳大利亚（澳大利亚唱片业协会單曲榜）     | 28        |
| 奥地利（Ö3四十强单曲榜）                 | 70        |
| 比利时佛兰德（Ultratip榜外單曲榜）       | 4         |
| 比利时瓦隆（Ultratip榜外單曲榜）         | 4         |
| 加拿大（Canadian Hot 100）               | 20        |
| 加拿大（《告示牌》Canada AC）            | 4         |
| 加拿大（《告示牌》Canada CHR）           | 6         |
| 加拿大（《告示牌》Canada Hot AC）        | 2         |
| 捷克（電台百強單曲榜）                   | 19        |
| 捷克（百強數位單曲榜）                   | 31        |
| 法国（法國唱片出版業公會單曲榜）         | 169       |
| 洪都拉斯（拉美监控）                     | 11        |
| 匈牙利（四十強串流榜）                   | 32        |
| 冰岛（冰島國家廣播公司）                 | 3         |
| 马来西亚（马来西亚唱片业协会）           | 15        |
| 新西兰（新西兰唱片音乐协会单曲榜）       | 33        |
| 挪威（世界之路榜單） (Seeb remix)        | 27        |
| 波蘭（波蘭百大電台榜）                   | 42        |
| 葡萄牙（葡萄牙唱片業協會单曲榜）         | 56        |
| 蘇格蘭（官方榜单公司單曲榜）             | 51        |
| 斯洛伐克（百強數位單曲榜）               | 44        |
| 瑞典（瑞典最熱榜）                       | 98        |
| 瑞士（瑞士热门音乐榜）                   | 88        |
| 英國（官方榜单公司單曲榜）               | 45        |
| 美国（《告示牌》百大單曲榜）             | 12        |
| 美國（《告示牌》成人當代單曲榜）         | 1         |
| 美國（《告示牌》Adult Pop Airplay）      | 1         |
| 美國（《告示牌》Dance/Mix Show Airplay） | 4         |
| 美國（《告示牌》Pop Airplay）            | 1         |
| 委内瑞拉（(国家报告）                    | 69        |

### 年末榜单
| 榜单 (2018)                               | 排位 |
| ----------------------------------------- | ---- |
| 加拿大（Canadian Hot 100）                | 36   |
| 美国（《告示牌》百大單曲榜）              | 24   |
| 美國（《告示牌》Adult Pop Airplay）       | 2    |
| 美國（《告示牌》成人當代單曲榜）          | 9    |
| 美國（《告示牌》Dance/Mix Show Airplay）  | 45   |
| 美國（《告示牌》Billboard Digital Songs） | 51   |
| 美國（《告示牌》Pop Airplay）             | 18   |
| 美國（《告示牌》Billboard Radio Songs）   | 9    |

## 认证
| 地區                                   | 认证 | 认证单位/销量 |
| -------------------------------------- | ---- | ------------- |
| 澳大利亚（澳大利亚唱片业协会）         | 金   | 35,000‡       |
| 巴西（巴西唱片業協會）                 | 白金 | 40,000‡       |
| 英国（英国唱片业协会）                 | 银   | 200,000‡      |
| 美国（美國唱片業協會）                 | 白金 | 1,000,000‡    |
| ^僅含認證的出貨量 ‡僅含認證的+實際銷量 |      |               |

## 发行历史
| 地区   | 日期          | 格式           | 唱片公司    | 备注   |
| ------ | ------------- | -------------- | ----------- | ------ |
| 美国   | 2018年3月12日 | 當代成人單曲榜 | 大機器 聯眾 | [ 51 ] |
| 美国   | 2018年3月13日 | 當代流行電台   | 大機器 聯眾 | [ 52 ] |
| 意大利 | 2018年4月20日 | 當代流行電台   | 環球音樂    | [ 53 ] |
| 英国   | 2018年4月20日 | 當代流行電台   | 大機器 聯眾 | [ 54 ] |